# Liste der Kulturdenkmäler in Rötsweiler-Nockenthal
In der Liste der Kulturdenkmäler in Rötsweiler-Nockenthal sind alle Kulturdenkmäler der rheinland-pfälzischen Ortsgemeinde Rötsweiler-Nockenthal aufgeführt. Grundlage ist die Denkmalliste des Landes Rheinland-Pfalz (Stand: 12. Juni 2023).

## Einzeldenkmäler
| Bezeichnung | Lage                           | Baujahr                    | Beschreibung                                                                                                   | Bild |
| ----------- | ------------------------------ | -------------------------- | --- | ---- |
| Quereinhaus | Nockenthal, Talstraße 2 Lage   | 1815                       | Quereinhaus, bezeichnet 1815                                                                                   | BW   |
| Hofanlage   | Rötsweiler, Schulstraße 3 Lage | Mitte des 19. Jahrhunderts | Gehöft, zweigeschossiges, traufständiges Wohnhaus, giebelständiger Wirtschaftsteil, Mitte des 19. Jahrhunderts | BW   |